# Kotorsko
Kotorsko (cyr. Которско) – wieś w Bośni i Hercegowinie, w Republice Serbskiej, w mieście Doboj. W 2013 roku liczyła 1790 mieszkańców.